# Terbium(III)jodide
Terbium(III)jodide is een anorganische verbinding van terbium en jood, met als brutoformule TbI3. De stof komt voor als een wit hygroscopisch kristallijn poeder, dat goed oplosbaar is in water.

## Synthese
Terbium(III)bromide kan rechtstreeks bereid worden uit reactie van terbium met di-jood:
{\displaystyle \mathrm {2\ Tb\ +\ 3\ I_{2}\ \longrightarrow 2\ TbI_{3}} }